# César Tort Oropeza
César Tort Oropeza (1925-2015), fue un músico, compositor y didacta mexicano, originario de Puebla. Fue pionero en el campo de la educación musical infantil en México, y su principal contribución fue la creación del método de aprendizaje musical para niños que lleva su nombre, método Tort, basado en las tradiciones, la lírica infantil y el folclor mexicano. También fundó en 1974 el Instituto Artene, centro de educación e investigación musical infantil, enfocado a la educación musical infantil. Compuso alrededor de 500 obras musicales, hizo tanto obras sinfónicas como de cámara. De su obra sinfónica destaca la cantata La Espada, así como el poema sinfónico Estirpes, y el Oratorio Santa Furia.

## Semblanza
César Tort realizó sus primeros estudios musicales en México, y en 1949 obtuvo una beca para estudiar unos años contrapunto, armonía y composición en Madrid, España. En 1956 completó su formación con estudios de composición en Morelia, Michoacán. En los años 60 realizó una estancia en el Center Berkshire Music Center de Massachussets para estudiar orquestación y formas musicales.
Fue pionero en el campo de educación musical infantil en México desde 1965. Comenzó una serie de trabajos obre educación musical en instituciones como la  Escuela Nacional de Música de la UNAM (actual Facultad de Música) y el Conservatorio Nacional de Música. En 1967, Tort ingresó a la UNAM como investigador de tiempo completo en el campo de pedagogía musical infantil, lugar donde dio forma y origen al Método de Educación Musical Infantil que lleva su nombre (Método Tort), y en el que adaptó instrumentos de la cultura musical mexicana y de origen precolombino para que los niños pudieran usarlos. 
Junto con Ramón Mier, en 1974 fundó el Instituto Artene, escuela donde se ha impartido desde entonces su programa músico educativo para niños. Por su labor en materia de educación musical recibió premios y distinciones, entre los que destacan: Miembro del Buró de Investigadores de la ISME-UNESCO (1988); Cédula Real de la Fundación de la Ciudad otorgada por el Estado de Puebla (1996); Distinción por 35 años de Labor Académica por la UNAM (2002) así como el homenaje realizado por el gobierno del Estado de Yucatán en el marco del XIV Seminario del FLADEM (2008). Fue homenajeado en el Palacio de Bellas Artes, la Facultad de Música de la UNAM, el  Conservatorio Nacional de Música y el Conjunto Cultural Ollin Yoliztli, en el marco del 40 aniversario del Instituto Artene.

## Obra musical
En el campo de la composición musical para adultos, Tort creó tanto obras sinfónicas como de piano y cámara. Entre sus obras más importantes destacan:
- El Orador: pieza para piano estrenada por María Teresa Rodríguez en 1955 en el Salón Barroco de la Universidad de Puebla.

- Estirpes: fantasía musical estrenada en el Palacio de Bellas Artes en 1961, y reestrenada en 1962 por la Orquesta Sinfónica de Útica, Nueva York, bajo la dirección del maestro Jose Serebrier. Es una obra inspirada en La raza cósmica de José Vasconcelos.

- La Espada, estrenada en 1965 en el Palacio de Bellas Artes con la presencia del presidente Gustavo Díaz Ordaz: una cantata dedicada a José María Morelos y Pavón basada en el poema épico Tempestad y Calma del poeta Carlos Pellicer.[3]

- La Santa Furia, en honor a Bartolomé de las Casas, fue estrenada en 2018 en el Palacio de Bellas Artes. Es un Oratorio para gran orquesta, soprano, dos tenores, barítono, narrador, cuarteto vocal, un sexteto de hombres y un coro mixto a cuatro voces: 115 coristas en total y 90 músicos de orquesta.